# Zabit Səmədov
Zabit Səmədov (Ringname: „Maugli“, international auch Zabit Samedov, belarussisch Забіт Самедаў/Sabit Samedau, russisch Забит Самедов/Sabit Samedow; * 21. Juni 1984 im Dorf Dschandari, Georgien) ist ein aserbaidschanischer Kickboxer, der für den Verein Akhmat Club in Grozny, Tschetschenien kämpft.

## Leben und Karriere
Zabit Səmədov wurde 1984 in Georgien, in einer aserbaidschanischen Familie geboren. Als er zehn Jahre alt war, wanderte seine Familie nach Minsk aus. Mit neun Jahren fing er an intensiv Sport zu treiben. Sein erster Trainer war Asis Dursunow, der ihn für sechs Monate in Karate trainierte. Später fing Zabit mit der Kampfsportart Muay Thai an. Seit dem Jahr 1988 ist er Mitglied des berühmten Kampfsport-Vereins "Chinuk GYM" in Minsk. Dort trainierte ihn  Dmitry Piochesky mit anderen Kampfsportlern wie Aljaksej Ihnaschou und Sjarhej Hur. In seiner Gesamtkarriere war Zabit Səmədov mehrmals Welt- und Europameister. Mit der Zeit widmete er sich der Kampfsportart auf Profi-Niveau. Heute lebt er in Tschetschenien.

## Erfolge und Teilnahmen
- 2010 KOK-Weltmeister in Minsk, Belarus
- 2009 Grand-Prix K1-Europameister in Łódź, Poland
- 2008 K-1 World GP-Finalist in Amsterdam
- 2007 K-1 World GP-Finalist in Las Vegas
- 2007 K-1 Rules-Kick-Tournament-Sieger in Marseilles
- 2006 K-1 Fighting-Network-Sieger in Riga
- 2006 K-1 Hungary Grand-Prix-Sieger in Debrecen, Ungarn
- 2006 IFMA-Weltmeister
- 2006 WMF World Amateur-Muay-Thai-Championship-Weltmeister in Thailand
- 2005 WKBF European Kickboxing-Europameister in Moskau
- 2004 WAKO Thaiboxing-Weltmeister in der Ukraine
- 2003 WKBF BARS-European-Kickboxing-Finalist in Moskau
- 2003 Survival-BARS-Tournament-Sieger in Moskau
- 2002 „Kristall Cup“-Kickboxing-Sieger in Moskau
- 2002 WKBF BARS-Gold-Cup-Kickboxing-Sieger
- 2001 IFMA European-Muay-Thai-Europameister in der Ukraine
- 2000 WAKO Thaiboxing-World-Cup-Weltmeister in der Ukraine